# Sawangi
Sawangi es una ciudad censal situada en el distrito de Wardha en el estado de Maharashtra (India). Su población es de 14394 habitantes (2011). Se encuentra a 6 km de Wardha y a 80 km de Nagpur. 

## Demografía
Según el censo de 2011 la población de Sawangi era de 14394 habitantes, de los cuales 6954 eran hombres y 7440 eran mujeres. Sawangi tiene una tasa media de alfabetización del 92,53%, superior a la media estatal del 82,34%: la alfabetización masculina es del 95,30%, y la alfabetización femenina del 89,98%.